# Phrygionis sumptuosaria
Phrygionis sumptuosaria là một loài bướm đêm trong họ Geometridae.